# Брахадисвара
Брахадисва́ра (Брахадишвара, Брихадишвара) — индуистский храм, посвящённый Шиве, в городе Танджавур индийского штата Тамил-Наду. Построен по приказу царя Раджараджа Чола I династии Чола. Вместе с другими храмами Чолы включён в список объектов Всемирного наследия ЮНЕСКО.
Большой храм Брахадисвара построен между 1003 и 1010 годами. Окружённый двумя стенами, имеющих в плане форму квадрата, этот храм построен из гранитных блоков и частично из кирпича и увенчан пирамидальной 13-ярусной башней, имеющей высоту 61 м, с монолитом-луковичкой на вершине. Стены храма богато украшены скульптурой. Ближайшие каменоломни расположены в нескольких километрах от храма и сама доставка этих глыб к месту строительства была для древних строителей грандиозной задачей. Длина самого большого блока составляет 7,8 м, а его вес оценивается в 80 тонн.

## Местоположение
Храм Брахадисвара расположен в городе Танджавур, примерно в 350 километрах к юго-западу от Ченнаи.